# Masullas
Masullas (sardinsky: Masùddas) je italská obec (comune) v provincii Oristano v regionu Sardinie. Nachází se ve výšce 129 metrů nad mořem a má přibližně 1 000 obyvatel. Rozloha obce je 18,68 km².